# Potarophytum riparium
Potarophytum riparium är en gräsväxtart som beskrevs av Noel Yvri Sandwith. Potarophytum riparium ingår i släktet Potarophytum och familjen Rapateaceae. Inga underarter finns listade i Catalogue of Life.